# بن مارشال (بازیکن فوتبال)
بن مارشال (انگلیسی: Ben Marshall؛ زادهٔ ۲۹ مارس ۱۹۹۱) بازیکن فوتبال اهل بریتانیا است.
از باشگاه‌هایی که در آن بازی کرده‌است می‌توان به باشگاه فوتبال استوک سیتی، باشگاه فوتبال شفیلد ونزدی، باشگاه فوتبال بلکبرن روورز، باشگاه فوتبال چلتنهام تاون، باشگاه فوتبال کارلایل یونایتد، باشگاه فوتبال منچستر یونایتد، باشگاه فوتبال نورث‌همپتون تاون، و باشگاه فوتبال لستر سیتی اشاره کرد.
وی همچنین در تیم ملی فوتبال زیر ۲۱ سال انگلستان بازی کرده‌است.